# تروریسم در ایران
چند نخست‌وزیر، رئیس‌جمهور، و تعدادی از وزرا ایران توسط گروه‌های شبه نظامی در قرن بیستم ترور شدند که برخی از قربانیان قابل توجه هستند، نخست وزیران حاج علی رزم آرا، محمد جواد باهنر، شاپور بختیار، امیرعباس هویدا، عبدالحسین هژیر بوده‌اند. محمد علی رجایی رئیس‌جمهور و رئیس قوه قضائیه محمد بهشتی و علی صیاد شیرازی فرمانده ارتش و داریوش فروهر وزیر کار از جمله این ترور شدگان هستند.
آتش زدن سینما رکس و قتل‌های زنجیره‌ای روشنفکران ناراضی در سال ۱۹۹۸ از جمله قابل توجه‌ترین نمونه‌های تروریسم در ایران می‌باشد. همچنین تعداد انگشت شماری از ایرانیان در میان قربانیان حملات ۱۱ سپتامبر سال ۲۰۰۱ وجود دارند. بهناز مزکی نیز از جمله ایرانیان در میان قربانیان بمب‌گذاری‌های ۷ ژوئیه ۲۰۰۵ لندنبود.
حسن شریعتمداری معتقد است که رواج تروریسم در جهان اسلام ارمغان و حاصل اسلام سیاسی است. به باور او ایرانیان در واقع بنیان‌گذار تروریسم اسلامی بوده‌اند و چنین روشی قبلاً در بین اهل تسنن چندان رایج نبود. غیر نظامیان متعدد، از جمله زنان، کودکان، مقامات دولتی، فعالان، روشنفکران سکولار و روحانیون قربانیان تروریسم، یا خشونت در طول تاریخ معاصر ایران بوده‌اند.
در فاصله زمانی ۵۰ ساله از زمان تأسیس سازمان اخوان المسلمین در مصر در سال ۱۹۲۸ میلادی تا سال ۱۹۷۸ که سرآغاز انقلاب اسلامی در ایران است، تروریسم اسلامی مراحل مختلفی را پشت سر گذاشته‌است. دو ویژگی مشترک تروریسم اسلامی که بین «فدائیان اسلام» در ایران و «اخوان المسلین مصر» بود. نخستین ویژگی این بود که اهداف این دو گروه در ابتدا نخست وزیران و امرای نظامی بومی بوده‌اند. همان‌طور نخست‌وزیر مصر به دست سازمان اخوان المسلمین به قتل رسید، در ایران، «فدائیان اسلام» علاوه بر علی رزم آرا و عبدالحسین هژیر که از نخست وزیران ایران بودند، احمد کسروی را کشتند و به جان حسین فاطمی و حسین علاء نیز سوءقصد کردند.
ویژگی دوم تروریسم اسلامی در همین دوره این است که شخصیت‌های خارجی هرگز هدف سوءقصدهایش قرار نداشتند. در این دوره شخصیت‌های خارجی غیرمسلمان هدف گروه‌های تروریستی اسلامی قرار نگرفتند. با شروع انقلاب اسلامی در ایران و آتش زدن سینما رکس آبادان به دست مسلمانان بنیادگرا، چرخشی مهم در نخستین خصیصهٔ تروریسم اسلامی روی داد. با واقعهٔ سینما رکس آبادان برای اولین بار مردم عادی هدف سوءقصد اسلام گرایان قرار گرفتند و حدود چهارصد نفر از شهروندان عادی ایران به دست اسلام گرایان در آتش سوزانده شدند.
با روی کار کردن اسلام گرایان در ایران خصیصهٔ دوم تروریسم اسلامی نیز دچار تغییر ماهیت شد. سوءقصدهای انتحاری که در سال ۱۹۸۳ در بیروت علیه سربازان فرانسوی، انگلیسی و آمریکایی در بیروت به وقوع پیوست ریشه در انقلاب ایران داشت. برخی از سوءقصدهای تروریستی همچون تیراندازی «شارلی ابدو» در پاریس ریشه در تحولاتی کیفی دارد که منشأ آن انقلاب اسلامی ایران بوده‌است.
پس از انقلاب ۱۳۵۷ و از زمان روی کار آمدن جمهوری اسلامی و از ابتدای زمامداری آیت الله خمینی در ایران سیاست «نصربالرعب» به رویکرد حکومت اسلامی ایران چه در قبال مخالفان و چه برای صدور انقلاب اسلامی تبدیل شد. با قدرت گرفتن شیعه سیاسی با رهبری خمینی، باعث شد که رقابت بین اقلیت شیعه و اکثریت تسنن شدت بگیرد، که کشورهایی مثل عربستان و قطر برای حفظ موجودیت خود ناچار به پشتیبانی مالی، سیاسی و لجستیکی از گروه‌های جهادی شدند. در واقع، رواج تروریسم در جهان اسلام ارمغان و حاصل اسلام سیاسی است.